# Rusija na Pesmi Evrovizije
Rusija je nastopala na Pesmi Evrovizije triindvajsetkrat. Prvič je nastopila na Evroviziji 1994, ko se je Rusija pridružila Evropski radiodifuzni zvezi. V letih 2000, 2006, 2012 in 2015 je Rusija zasedla drugo mesto, v letih 2003, 2007, 2016 in 2019 tretje mesto in leta 2008 je dosegla prvo zmago; zmagal je Dima Bilan s pesmijo Believe. Leta 2018 se prvič ni uspela uvrstiti v finale.
Samo tekmovanje so v Rusiji predvajali na dveh programih: v letih 1994, 1996 in 2008 na Kanalu Rusija in v ostalih letih na Kanalu Ena; leta 1998 niso prenašali prireditve.
Od izbora za Pesem Evrovizije 2017 je Rusija odstopila, potem ko je država gostiteljica Ukrajina prepovedala vstop ruski predstavnici v državo. Leta 2022 je bila Rusija izključena iz tekmovanja zaradi invazije na Ukrajino, nakar sta ruski televizijski postaji VGTRK in Prvi kanal suspendirali svoje članstvo v Evropski radiodifuzni zvezi. To Rusiji preprečuje nastope na nadaljnjih evrovizijskih dogodkih, dokler ne obnovi članstva v zvezi.

## Nastopajoči
| Leto | Izvajalec           | Naslov                                             | Finale               | Točke                | Pofinale             | Točke                |
| ---- | ------------------- | -------------------------------------------------- | -------------------- | -------------------- | -------------------- | -------------------- |
| 1994 | Judif               | Večnij stranik (Вечный странник)                   | 9                    | 70                   | ni bilo polfinalov   | ni bilo polfinalov   |
| 1995 | Filip Kirkorov      | Kolibelnaja dlja vulkana (Колыбельная для вулкана) | 17                   | 17                   | ni bilo polfinalov   | ni bilo polfinalov   |
| 1997 | Ala Pugačova        | Primadona (Примадонна)                             | 15                   | 33                   | ni bilo polfinalov   | ni bilo polfinalov   |
| 2000 | Alsou               | Solo                                               | 2                    | 155                  | ni bilo polfinalov   | ni bilo polfinalov   |
| 2001 | Mumij Trol          | Lady Alpine Blue                                   | 12                   | 37                   | ni bilo polfinalov   | ni bilo polfinalov   |
| 2002 | Premier Ministr     | Northern Girl                                      | 10                   | 55                   | ni bilo polfinalov   | ni bilo polfinalov   |
| 2003 | t.A.T.u.            | Ne ver', ne bojsja (Не верь, не бойся)             | 3                    | 164                  | ni bilo polfinalov   | ni bilo polfinalov   |
| 2004 | Julija Savičeva     | Believe Me                                         | 11                   | 67                   | top 11 prejšnje leto | top 11 prejšnje leto |
| 2005 | Natalija Podolska   | Nobody Hurt No One                                 | 15                   | 57                   | top 11 prejšnje leto | top 11 prejšnje leto |
| 2006 | Dima Bilan          | Never Let You Go                                   | 2                    | 248                  | 3                    | 217                  |
| 2007 | Serebro             | Song #1                                            | 3                    | 207                  | top 10 prejšnje leto | top 10 prejšnje leto |
| 2008 | Dima Bilan          | Believe                                            | 1                    | 272                  | 3                    | 135                  |
| 2009 | Anastasija Prihodko | Mamo (Мамо)                                        | 11                   | 91                   | gostiteljica         | gostiteljica         |
| 2010 | Peter Nalič         | Lost and Forgotten                                 | 11                   | 90                   | 7                    | 74                   |
| 2011 | Aleksej Vorobjov    | Get You                                            | 16                   | 77                   | 9                    | 64                   |
| 2012 | Buranovskie Babuški | Party for Everybody                                | 2                    | 259                  | 1                    | 152                  |
| 2013 | Dina Garipova       | What If                                            | 5                    | 174                  | 2                    | 156                  |
| 2014 | Sestri Tolmačovi    | Shine                                              | 7                    | 89                   | 6                    | 63                   |
| 2015 | Polina Gagarina     | A Million Voices                                   | 2                    | 303                  | 1                    | 182                  |
| 2016 | Sergej Lazarjev     | You Are the Only One                               | 3                    | 491                  | 1                    | 342                  |
| 2017 | Julija Samojlova    | Flame Is Burning                                   | odstop               | odstop               | odstop               | odstop               |
| 2018 | Julija Samojlova    | I Won't Break                                      | brez finala          | brez finala          | 15                   | 65                   |
| 2019 | Sergej Lazarjev     | Scream                                             | 3                    | 370                  | 6                    | 217                  |
| 2020 | Little Big          | Uno                                                | (festival odpovedan) | (festival odpovedan) | (festival odpovedan) | (festival odpovedan) |
| 2021 | Maniža              | Russian Woman                                      | 9                    | 204                  | 3                    | 225                  |

## Zgodovina glasovanja
Upoštevajoč podatke vključno z letom 2016 je zgodovina glasovanja za Rusijo naslednja:
| Največ podanih točk, le v finalih | Največ podanih točk, le v finalih | Največ podanih točk, le v finalih |
| Mesto                             | Država                            | Točke                             |
| --------------------------------- | --------------------------------- | --------------------------------- |
| 1                                 | Ukrajina                          | 93                                |
| 2                                 | Armenija                          | 91                                |
| 3                                 | Azerbajdžan                       | 88                                |
| 4                                 | Grčija                            | 59                                |
| 5                                 | Francija                          | 58                                |

| Največ prejetih točk, le v finalih | Največ prejetih točk, le v finalih | Največ prejetih točk, le v finalih |
| Mesto                              | Država                             | Točke                              |
| ---------------------------------- | ---------------------------------- | ---------------------------------- |
| 1                                  | Estonija                           | 163                                |
| 2                                  | Belorusija                         | 153                                |
| 3                                  | Latvija                            | 148                                |
| 4                                  | Izrael                             | 122                                |
| 5                                  | Ukrajina                           | 116                                |

| Največ podanih točk, v finalih in polfinalih | Največ podanih točk, v finalih in polfinalih | Največ podanih točk, v finalih in polfinalih |
| Mesto                                        | Država                                       | Točke                                        |
| -------------------------------------------- | -------------------------------------------- | -------------------------------------------- |
| 1                                            | Armenija                                     | 171                                          |
| 2                                            | Azerbajdžan                                  | 147                                          |
| 3                                            | Ukrajina                                     | 116                                          |
| 4                                            | Moldavija                                    | 112                                          |
| 5                                            | Grčija                                       | 102                                          |

| Največ prejetih točk, v finalih in polfinalih | Največ prejetih točk, v finalih in polfinalih | Največ prejetih točk, v finalih in polfinalih |
| Mesto                                         | Država                                        | Točke                                         |
| --------------------------------------------- | --------------------------------------------- | --------------------------------------------- |
| 1                                             | Estonija                                      | 227                                           |
| 2                                             | Belorusija                                    | 199                                           |
| 3                                             | Moldavija                                     | 195                                           |
| 4                                             | Latvija                                       | 186                                           |
| 5                                             | Armenija                                      | 181                                           |